# 2 Pułk Nocnych Bombowców „Kraków”

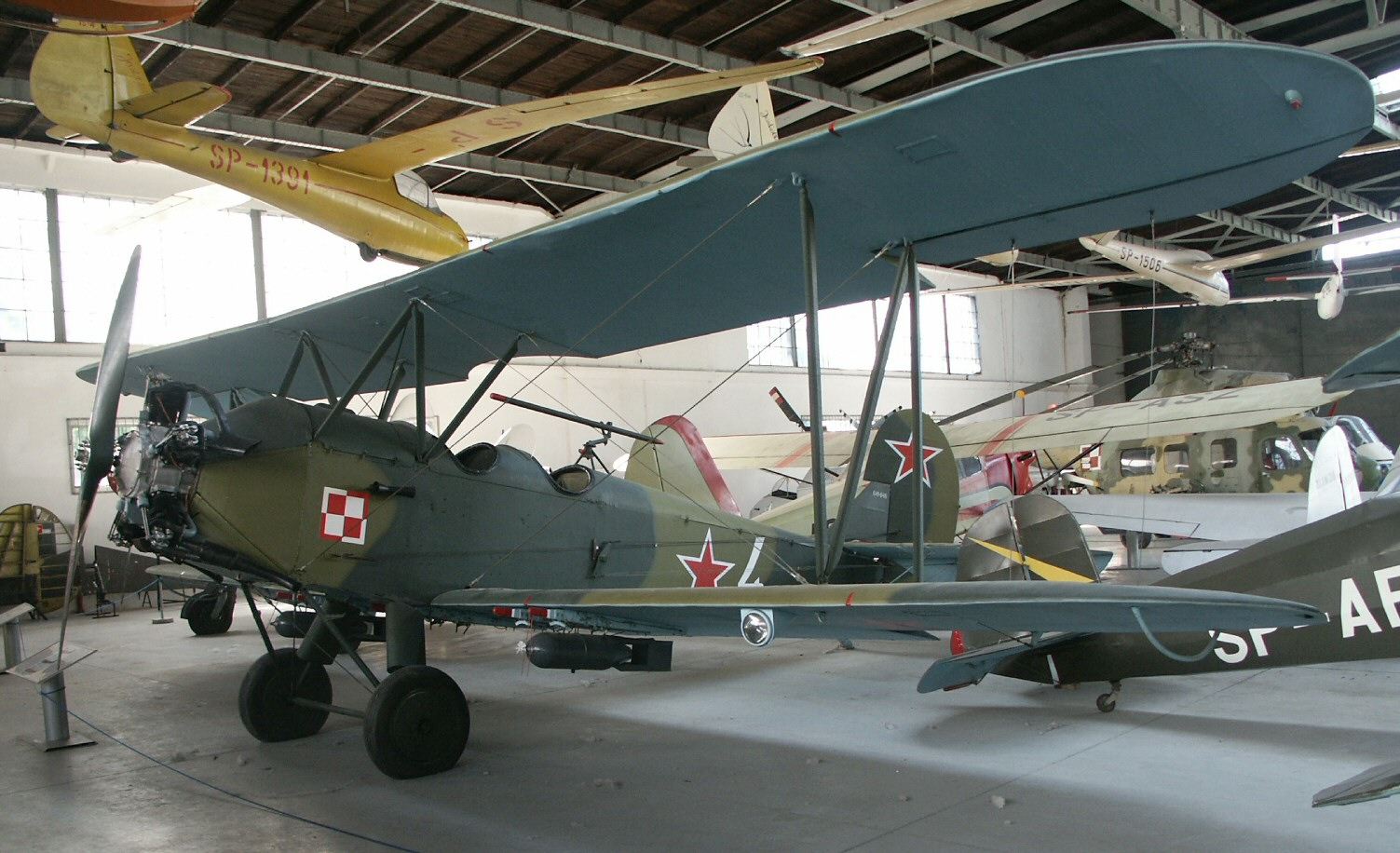
Polikarpow Po-2 w Muzeum Lotnictwa Polskiego

2 Pułk Nocnych Bombowców „Kraków” – oddział lotnictwa ludowego Wojska Polskiego.

## Formowanie i zmiany organizacyjne
Pułk sformowano w Grigoriewskoje na terenie byłego ZSRR na podstawie rozkazu dowódcy Armii Polskiej w ZSRR z 1 kwietnia 1944 r. 30 sierpnia 1944 r. wszedł on w skład 1 Dywizji Lotniczej. Decyzją dowództwa Armii Polskiej w ZSRR 2 pnb na początku kwietnia 1944 roku otrzymał nazwę „Kraków”. Zaprzysiężenia dokonano 28 maja 1944 roku na lotnisku w Grigoriewskoje. 7 września 1944 roku pułk liczył 167 ludzi i 32 samoloty Po-2.
Po zakończeniu działań wojennych powrócił do kraju na lotnisko w Bydgoszczy. 
W czerwcu 1945 roku pułk przemianowano na 2 pułk lotnictwa szturmowego. Rozkazem ND WP nr 189 z 22 sierpnia 1945 roku odznaczony został Krzyżem Orderu Virtuti Militari V klasy.
W styczniu 1946 roku 2 Pułk Lotnictwa Szturmowego został przeformowany na nowy etat nr 6/40 o stanie 305 wojskowych i 1 pracownika kontraktowego i przemianowany na 4 szturmowy pułk lotniczy.

## Walki pułku
20 sierpnia 1944 roku pułk przybył na frontowe lotnisko Wola Rowska. Początkowo pułk miał wejść do działań bojowych w drugiej połowie sierpnia 1944 r., w rejonie Płońska. Ze względu na braki w wyszkoleniu polskiego personelu skierowanego do pułku, a także trudnych warunków atmosferycznych lot nie został wykonany, choć w niektórych starszych publikacjach i niektórych relacjach, pojawiają się informacje według których lot został wykonany, a w jego trakcie zniszczone zostały 4 czołgi niemieckie i 2 samochody. Różnice spowodowane są wcześniejszym rozpoczęciem działań bojowych w tym rejonie przez 9 Gwardyjską Dywizję Nocnych Bombowców. 
Do działań przystąpił podczas walk o Pragę w nocy 11 września, wykonując uderzenie bombowe na oddziały niemieckiej 19 Dywizji Pancernej w rejonie Nowego Bródna. Od 13 do 22 września pułk dokonywał zrzutów żywności, broni i amunicji dla powstańców Warszawy oraz bombardował baterie artyleryjskie nieprzyjaciela w parku Ujazdowskim, Ogrodzie Botanicznym, w Łazienkach i na Polu Mokotowskim. Zrzuty odbywały się z wysokości od 100 do 20 m, bez wykorzystania spadochronów, które nie zostały dostarczone do pułku przez jednostki kwatermistrzowskie. W nocy z 29 na 30 września pułk zwalczał przeciwnika w rejonie Żerania, Wiśniewa i Tarchomina. Nocą z 30 na 31 października samoloty Po-2 startujące z wysuniętego lotniska w Zatorach atakowały wojska niemieckie na przyczółku w rejonie Pokrzywnicy.
W ramach ogólnego przygotowania wojsk do ofensywy zimowej prowadził rozpoznanie obrony nieprzyjaciela w rejonie Modlina i Warszawy.  W nocy z 14 na 15 stycznia 1945 roku działał w okolicach Nowego Dworu, Leszna i Błonia. W lutym wykonywał naloty na zgrupowania przeciwnika w okolicach: Czarne, Borne Sulinowo i Wierzchowo. Na początku marca  atakował punkty oporu w Kołobrzegu. Podczas walk o miasto wykonano tylko jedno zadanie bojowe nad Kołobrzegiem, ze względu na brak paliwa, które nie zostało dowiezione na czas przez jednostki kwatermistrzowskie, podlegające radzieckiej 16 Armii Lotniczej. W kwietniu pułk działał w rejonie Bad Freienwalde, Dechtow, Hakenberg, Fehrbellin i Friesack. W rejonie Berlina bombardował okolice Neustadt, Rhinow oraz wycofujące się wojska przeciwnika w okolicach Fehrbellin i Friesack. 2 maja pułk przebazował się na lotnisko Retzow, skąd załogi wykonały ostatnie loty bojowe.
Ogółem pułk wykonał około 2100 lotów bojowych.

## Miejsca stacjonowania
Lotniska na których bazował pułk w okresie II wojny światowej:
- Grigoriewskoje – od 1 kwietnia 1944 do 3 czerwca 1944
- Hostomel – od 4 czerwca 1944 do 16 sierpnia 1944
- Dys – od 17 sierpnia 1944 do 18 sierpnia 1944
- Wola Rowska – od 17 sierpnia 1944 do 12 stycznia 1945
- Radzymin – od 13 stycznia 1945 do 23 stycznia 1945
- Gaj Osiecki – od 24 stycznia 1945 do 8 lutego 1945
- Bydgoszcz – od 9 lutego 1945 do 11 marca 1945
- Mirosławiec – od 10 marca 1945 do 14 kwietnia 1945
- Barnówko – od 13 kwietnia 1945 do 21 kwietnia 1945
- Heckelberg – od 20 kwietnia 1945 do 1 maja 1945
- Möthlow – od 1 maja 1945 do końca wojny

## Dowódcy
Dowódcy w okresie II wojny światowej:
- ppłk Józef Smaga – od 1 kwietnia 1944 do 1 sierpnia 1944
- mjr Siemion Worobiow – 2 sierpnia 1944 do końca wojny

Kadra dowódcza pułku
- zastępca dowódcy ds. pol.-wych. – kpt. Józef Welker (od 8 V 1945 por. Wiktor Wasiuk[8])
- zastępca dowódcy ds. pilotażu – kpt. pil. Paweł Choroszczajłow
- szef sztabu – ppłk Grzegorz Makowoz
- inżynier pułku – kpt. inż. Leon Rogowski
- dowódca 1 eskadry – kpt. pil. Wiktor Bukowski[8]
  - dowódcy kluczy – por. pil. Franciszek Bogdanowicz; por. pil. Nikołaj Iwanow
- dowódca 2 eskadry – kpt. Mikołaj Iwanow[8]
- dowódca 3 eskadry – mjr Filip Tyszkiewicz[8]

## Przeformowania
2 pułk nocnych bombowców „Kraków” → 2 pułk lotnictwa szturmowego → 4 pułk lotnictwa szturmowego → 2 pułk lotnictwa myśliwskiego „Kraków” ↘ rozformowany w 1993